# Città di Trieste Challenger 2025 - Doppio
Il doppio maschile del torneo di tennis professionistico Città di Trieste Challenger 2025, facente parte della categoria Challenger 125 nell'ambito dell'ATP Challenger Tour 2025, si è giocato dal 7 al 13 luglio a Trieste, in Italia. Marco Bortolotti e Matthew Romios erano i detentori del titolo ma solo Romios aveva scelto di partecipare in coppia con Piotr Matuszewski.
In finale Jakub Paul e Matěj Vocel hanno sconfitto Robin Haase e Johannes Ingildsen con il punteggio di 7–5, 6–1.

## Teste di serie
1. Piotr Matuszewski /  Matthew Romios (quarti di finale)
2. Jakub Paul /  Matěj Vocel (campioni)

1. Robin Haase /  Johannes Ingildsen (finale)
2. Federico Agustín Gómez /  Luis David Martínez (quarti di finale)

## Wildcard
1. Alessandro Pecci /  Andrea Picchione (primo turno)

1. Carlo Alberto Caniato /  Lorenzo Carboni (quarti di finale)

## Ranking protetto
1. Santiago Rodríguez Taverna /  Mark Vervoort (quarti di finale)

1. Francesco Forti /  Filippo Romano (semifinali)

## Tabellone

### Legenda
| - Q = Qualificato - WC = Wild card - LL = Lucky loser | - ALT = Alternate - SE = Special Exempt - PR = Protected Ranking | - w/o = Walkover - r = Ritirato - d = Squalificato |

|  | Primo turno | Primo turno                           | Primo turno                           | Primo turno                           | Primo turno |  |  | Quarti di finale | Quarti di finale               | Quarti di finale               | Quarti di finale    | Quarti di finale    |   |      | Semifinali | Semifinali                     | Semifinali                     | Semifinali             | Semifinali             |   |   | Finale | Finale | Finale | Finale | Finale |  |
|  |             |                                       |                                       |                                       |             |  |  |                  |                                |                                |                     |                     |   |      |            |                                |                                |                        |                        |   |   |        |        |        |        |        |  |
|  | 1           | P Matuszewski M Romios                | P Matuszewski M Romios                | 6                                     | 6           |  |  |                  |                                |                                |                     |                     |   |      |            |                                |                                |                        |                        |   |   |        |        |        |        |        |  |
|  | WC          | A Pecci A Picchione                   | A Pecci A Picchione                   | 4                                     | 3           |  |  | 1                | P Matuszewski M Romios         | P Matuszewski M Romios         | 65                  | 3                   |   |      |            |                                |                                |                        |                        |   |   |        |        |        |        |        |  |
|  |             | J Barnat F Duda                       | J Barnat F Duda                       | 2                                     | 1           |  |  | PR               | F Forti F Romano               | F Forti F Romano               | 7                   | 6                   |   |      |            |                                |                                |                        |                        |   |   |        |        |        |        |        |  |
|  | PR          | F Forti F Romano                      | F Forti F Romano                      | 6                                     | 6           |  |  |                  |                                |                                |                     |                     |   |      | PR         | F Forti F Romano               | F Forti F Romano               | 3                      | 5                      |   |   |        |        |        |        |        |  |
|  | 3           | R Haase J Ingildsen                   | R Haase J Ingildsen                   | 6                                     | 6           |  |  |                  |                                | 3                              | R Haase J Ingildsen | R Haase J Ingildsen | 6 | 7    |            |                                |                                |                        |                        |   |   |        |        |        |        |        |  |
|  |             | A Collarini JC Prado Ángelo           | A Collarini JC Prado Ángelo           | 3                                     | 2           |  |  | 3                | R Haase J Ingildsen            | R Haase J Ingildsen            | 7                   | 6                   |   |      |            |                                |                                |                        |                        |   |   |        |        |        |        |        |  |
|  |             | L Klein D Molčanov                    | 6                                     | 3                                     | [10]        |  |  | WC               | CA Caniato L Carboni           | CA Caniato L Carboni           | 5                   | 0                   |   |      |            |                                |                                |                        |                        |   |   |        |        |        |        |        |  |
|  | WC          | CA Caniato L Carboni                  | 4                                     | 6                                     | [12]        |  |  |                  |                                |                                |                     |                     |   |      | 3          | Robin Haase Johannes Ingildsen | Robin Haase Johannes Ingildsen | 5                      | 1                      |   |   |        |        |        |        |        |  |
|  |             | V Sachko M Karol                      | 65                                    | 6                                     | [9]         |  |  |                  |                                |                                |                     |                     |   |      |            |                                | 2                              | Jakub Paul Matěj Vocel | Jakub Paul Matěj Vocel | 7 | 6 |        |        |        |        |        |  |
|  |             | D Pichler L Pokorný                   | 7                                     | 2                                     | [11]        |  |  |                  | D Pichler L Pokorný            | 6                              | 4                   | [10]                |   |      |            |                                |                                |                        |                        |   |   |        |        |        |        |        |  |
|  |             | I Sabanov M Sabanov                   | 61                                    | 78                                    | [5]         |  |  | 4                | FA Gómez LD Martínez           | 3                              | 6                   | [8]                 |   |      |            |                                |                                |                        |                        |   |   |        |        |        |        |        |  |
|  | 4           | FA Gómez LD Martínez                  | 7                                     | 6                                     | [10]        |  |  |                  |                                |                                |                     |                     |   |      |            | D Pichler L Pokorný            | 2                              | 6                      | [2]                    |   |   |        |        |        |        |        |  |
|  | PR          | S Rodríguez Taverna M Vervoort        | 1                                     | 7                                     | [12]        |  |  |                  |                                | 2                              | J Paul M Vocel      | 6                   | 4 | [10] |            |                                |                                |                        |                        |   |   |        |        |        |        |        |  |
|  |             | B Arias R Stepanov                    | 6                                     | 5                                     | [10]        |  |  | PR               | S Rodríguez Taverna M Vervoort | S Rodríguez Taverna M Vervoort | 2                   | 1                   |   |      |            |                                |                                |                        |                        |   |   |        |        |        |        |        |  |
|  |             | A Huertas del Pino C Huertas del Pino | A Huertas del Pino C Huertas del Pino | A Huertas del Pino C Huertas del Pino |             |  |  | 2                | J Paul M Vocel                 | J Paul M Vocel                 | 6                   | 6                   |   |      |            |                                |                                |                        |                        |   |   |        |        |        |        |        |  |
|  | 2           | J Paul M Vocel                        | J Paul M Vocel                        | J Paul M Vocel                        | w/o         |  |  |                  |                                |                                |                     |                     |   |      |            |                                |                                |                        |                        |   |   |        |        |        |        |        |  |